# Kompania graniczna KOP „Lenin”

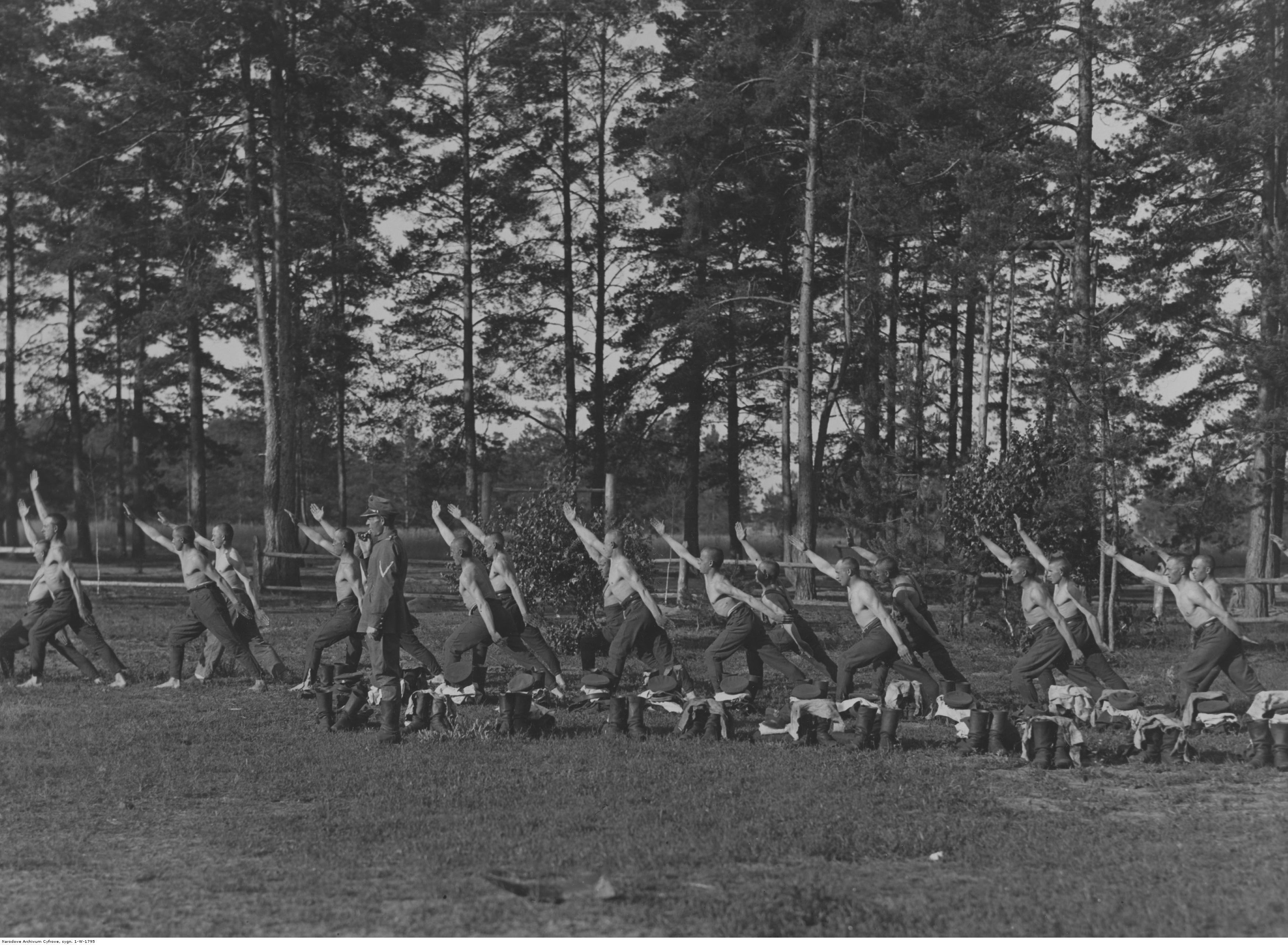
Oddział rezerwowy Korpusu Ochrony Pogranicza w kompanii „Lenin” - gimnastyka poranna

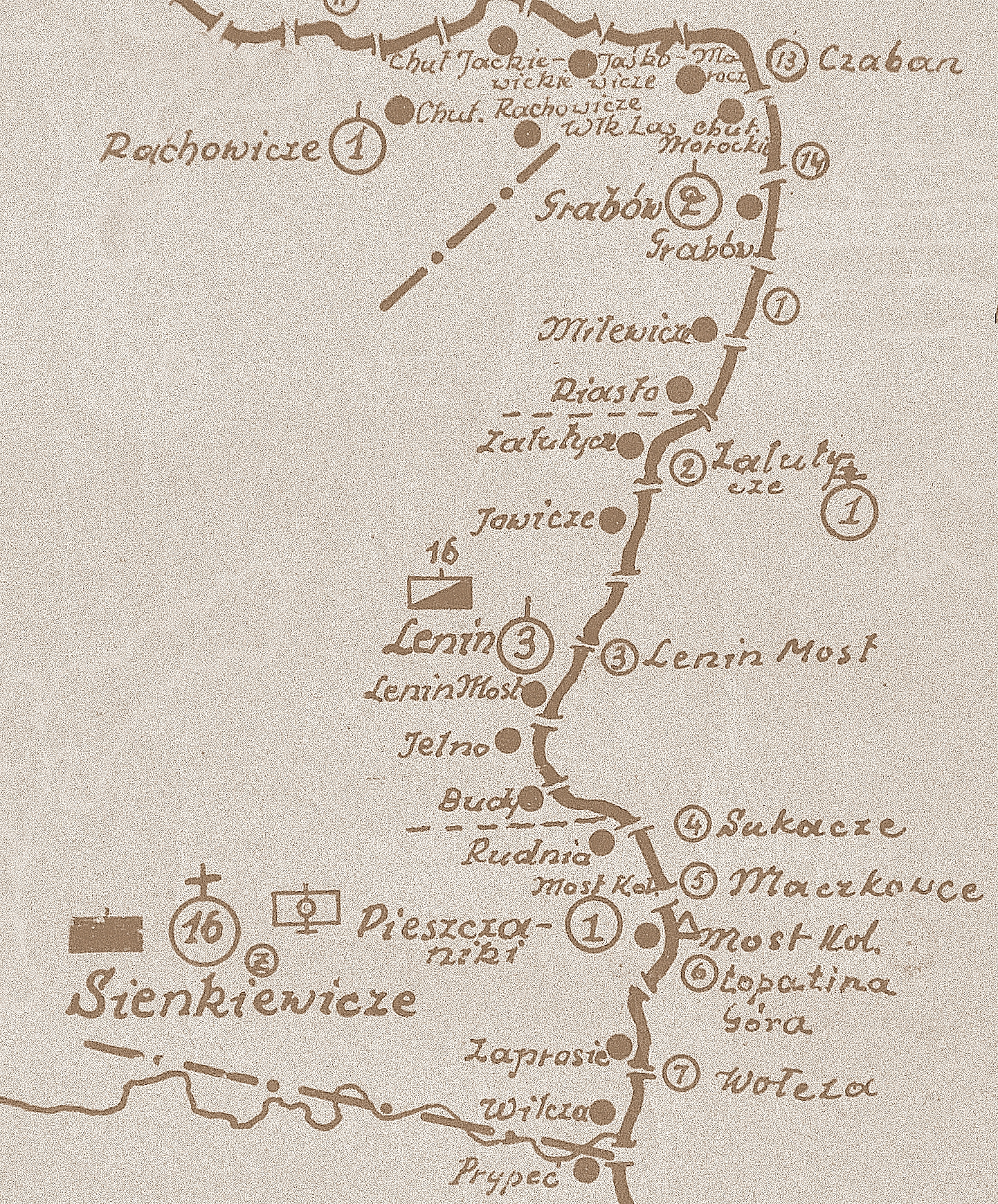
Rozmieszczenie batalionu KOP „Sienkiewicze” w 1931

Kompania graniczna KOP „Lenin” – pododdział graniczny Korpusu Ochrony Pogranicza pełniący służbę ochronną na granicy polsko-radzieckiej.

## Geneza
Do czasu zakończenia wojny polsko-bolszewickiej, czyli do jesieni 1920, wschodnią granicę państwa polskiego wyznaczała linia frontu. Dopiero zarządzeniem z 6 listopada 1920 utworzono Kordon Graniczny Ministerstwa Spraw Wojskowych. W połowie stycznia 1921 zmodyfikowano formę ochrony granicy i rozpoczęto organizowanie Kordonu Granicznego Naczelnego Dowództwa WP. Obsadzony on miał być przez żandarmerię polową i oddziały wojskowe. Latem 1921 ochronę granicy wschodniej postanowiło powierzyć Batalionom Celnym. W Mikaszewiczach rozmieszczono dowództwo i pododdziały sztabowe 40 batalionu celnego, a jego 2 kompania stacjonowała w Leninie. 
W drugiej połowie 1922 przeprowadzono kolejną reorganizację organów strzegących granicy wschodniej. 1 września 1922 bataliony celne przemianowano na bataliony Straży Granicznej. W rejonie odpowiedzialności przyszłej kompanii granicznej KOP „Druskienniki” służbę graniczną pełniły pododdziały 41 batalionu Straży Granicznej. 
Już w następnym roku zlikwidowano Straż Graniczną, a z dniem 1 lipca 1923 pełnienie służby granicznej na wschodnich rubieżach powierzono Policji Państwowej. 
W sierpniu 1924 podjęto uchwałę o powołaniu Korpusu Ochrony Pogranicza – formacji zorganizowanej na wzór wojskowy, a będącej w etacie Ministerstwa Spraw Wewnętrznych.

## Formowanie i zmiany organizacyjne
Na podstawie rozkazu Ministra Spraw Wojskowych nr 1600/tjn./O.de B/25, w drugim etapie organizacji Korpusu Ochrony Pogranicza, w terminie do 1 marca 1925 sformowano 16 batalion graniczny , a w jego składzie 3 kompanię graniczną KOP. W listopadzie 1936 kompania liczyła 2 oficerów, 9 podoficerów, 5 nadterminowych i 98 żołnierzy służby zasadniczej.
W 1939 3 kompania graniczna KOP „Lenin” podlegała dowódcy batalionu KOP „Sienkiewicze”.

## Służba graniczna
Podstawową jednostką taktyczną Korpusu Ochrony Pogranicza przeznaczoną do pełnienia służby ochronnej był batalion graniczny. Odcinek batalionu dzielił się na pododcinki kompanii, a te z kolei na pododcinki strażnic, które były „zasadniczymi jednostkami pełniącymi służbę ochronną”, w sile półplutonu. Służba ochronna pełniona była systemem zmiennym, polegającym na stałym patrolowaniu strefy nadgranicznej i tyłowej, wystawianiu posterunków alarmowych, obserwacyjnych i kontrolnych stałych, patrolowaniu i organizowaniu zasadzek w miejscach rozpoznanych jako niebezpieczne, kontrolowaniu dokumentów i zatrzymywaniu osób podejrzanych, a także utrzymywaniu ścisłej łączności między oddziałami i władzami administracyjnymi. Miejscowość, w którym stacjonowała kompania graniczna, posiadała status garnizonu Korpusu Ochrony Pogranicza.
3 kompania graniczna „Lenin” w 1934 ochraniała odcinek granicy państwowej szerokości 36 kilometrów 150 metrów. Po stronie sowieckiej granicę ochraniały zastawy „Zalutycze” i „Lenin Most” z komendantury „Jurkiewicze” .
Kompanie sąsiednie:
- 2 kompania graniczna KOP „Grabów” ⇔ 1 kompania graniczna KOP „Pieszczaniki” – 1928[14], 1929[15], 1931[13] , 1932[16], 1934[17], 1938[18]

## Struktura organizacyjna
Strażnice kompanii w latach 1928 – 1929
- Strażnica KOP „Riasto”
- strażnica KOP „Zalutycze”
- strażnica KOP „Jowicze”
- strażnica KOP „Lenin Most”
- strażnica KOP „Jelno”

Strażnice kompanii w latach 1931 – 1934 
- strażnica KOP „Zalutycze”[d]
- strażnica KOP „Jowicze”[e]
- strażnica KOP „Lenin Most”
- strażnica KOP „Jelno”[f]
- strażnica KOP „Budy”[g]

Strażnice kompanii w 1938
- Strażnica KOP „Riasto”
- strażnica KOP „Jowicze”
- strażnica KOP „Lenin Most”

Organizacja kompanii 17 września 1939:
- dowództwo kompanii
- pluton odwodowy
- 1 strażnica KOP „Riasło”
- 2 strażnica KOP „Jowicze”
- 3 strażnica KOP „Lenin Most”

## Dowódcy kompanii
- kpt. Mieczysław Bero (1925 – 1928)
- kpt. Rajmund Wińcza (19 X 1928 – 5 VII 1930 → do 77 pp)[20]
- kpt. Józef Trepiak (31 X 1930 – 26 III 1931 → do 22 batalionu „Landwarów”)[20]
- kpt. Czesław Lewin-Lewiński (26 III 1931 – 9 III 1932 → do pułku KOP „Czortków”)[20]
- kpt. Władysław Majerski (2 IV 1932 – )[20]
- kpt. Józef Witkowski (1 II 1933 – )[20]
- kpt. Roman Rogziński[h] (– 1939)